# Bela Pratapgarh
Bela Pratapgarh (o Bela) è una suddivisione dell'India, classificata come municipal board, di 71.835 abitanti, situata nel distretto di Pratapgarh, nello stato federato dell'Uttar Pradesh. In base al numero di abitanti la città rientra nella classe II (da 50.000 a 99.999 persone).

## Geografia fisica
La città è situata a 25° 55' 60 N e 81° 58' 60 E e ha un'altitudine di 76 m s.l.m..

## Società

### Evoluzione demografica
Al censimento del 2001 la popolazione di Bela Pratapgarh assommava a 71.835 persone, delle quali 37.772 maschi e 34.063 femmine. I bambini di età inferiore o uguale ai sei anni assommavano a 9.332, dei quali 5.020 maschi e 4.312 femmine. Infine, coloro che erano in grado di saper almeno leggere e scrivere erano 52.186, dei quali 29.729 maschi e 22.457 femmine.